# Угорчак Микола Петрович
Мико́ла Погі́дний (Мико́ла Петро́вич Угорча́к; * 22 грудня 1901, Тисмениця, Галичина, Австро-Угорщина — 1982, штат Нью-Джерсі, США) — український дитячий письменник.

## Біографія
Народився в м. Тисмениця (зараз районний центр Тисменицького району Івано-Франківської області).
Закінчив початкову школу в Отинії, навчався у Коломийській гімназії. Навчався у Станиславівській духовній семінарії.
Священик у кількох селах Галичини. З 1931 р. почав друкуватися.
1944 року емігрував до Європи. З 1948 року — у США (Мелвілл (???), штат Нью-Джерсі). Парох української громади.
Був парохом української громади. Помер у 1982 р. у штаті Нью-Джерсі (США).

## Творча спадщина
Автор творів для дітей "Казка про гордого боярина Марка Путятича" (1932), "Нечисті скарби"
(1933), "Байки для дітей" (1936),"Гетьманська булава" (1937), "На провесні" (1936), "Оповідання з народного життя" (1939), "Срібна гривна" (1950), "Пригоди Котика Мурчика" (1963), "Марійка Лебідка - лісова квітка" (1966) та ін.; церковних проповідей.

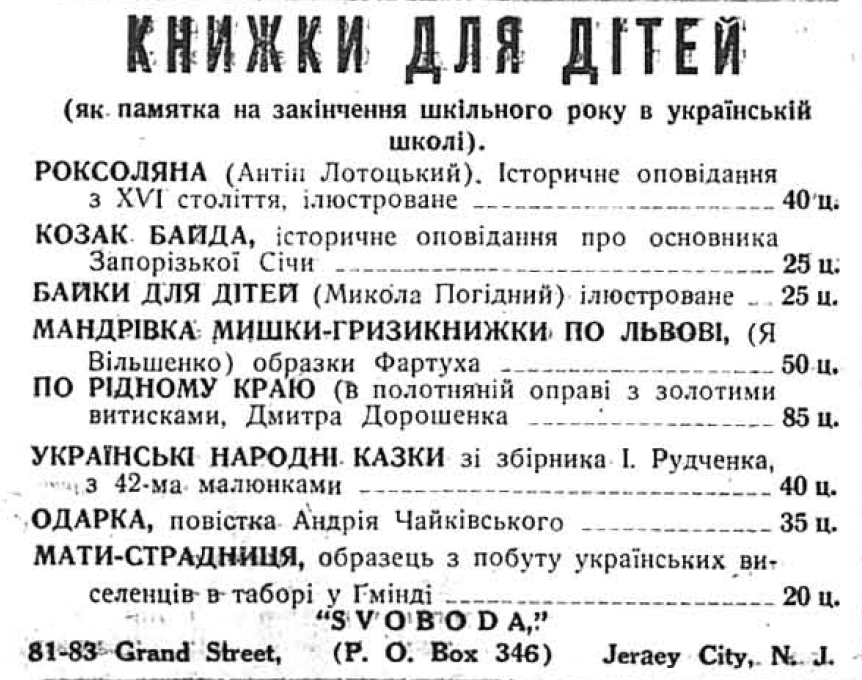
Реклама книжок для дітей, українська щоденна газета «Свобода» (США), № 210, 10 вересня 1937 року

Почав друкуватися з 1931 року — казки й оповідання для дітей, з народного побуту, на релігійні теми; збірка проповідей.
Усі видання — Львів: Світ дитини:
- «Казка про гордого боярина Марка Путятича» (1932)
- «Нечисті скарби» (1933)
- «Байки для дітей», сценічна картина «На провесні» (1936)
- «Гетьманська булава» (1937, чотири перевидання)

Конкурсна премія за збірку «Оповідання з народного життя» (Станиславів, 1939).
Книги:
- Погідний М. Срібна гривна: історичне оповідання. — Торонто: Нашім дітям, 1950. — 32 с.
- Погідний М. Срібна гривна: істор. оповідання. Б-ка юного читача «Євшан зілля». — Торонто: ОПДЛ, 1951.
- Погідний М. Марійка Лебідка — лісова квітка. — Буенос-Айрес: Вид. Ю. Серєдяка, 1953. — 32 с.
- Погідний М. Пригоди Котика Мурчика: казка. — Буенос-Айрес: Вид. Ю. Серєдяка, 1965. — 35 с.
- Погідний М. Ілля Муромець: Староукраїнська билина. — Буенос-Айрес: Вид. Ю. Середяка, 1967. — 32 с.
- Погідний М. Дніпрові дзвони / Іл. Петра Андрусева, Михайла Михалевича. — Торонто: Об'єднання працівників літератури для дітей і молоді (ОПЛДМ), 1975. — 39 с.: іл.

та інші.
Збірка церковних проповідей.
Стаття про Отинію в книзі «Альманах Станиславівської землі» (Нью-Йорк—Торонто—Мюнхен, 1975. — т.1).

### Перевидання творів
- Погідний М. Мандрівка ляльки Мелі: оповідання / іл. Н. Мудрик-Мриц. — Торонто: ОПЛДМ, 1984. — 46 с.: іл.
- Погідний М. Гетьманська булава: історична казка. — 3-є вид. — Торонто: ОПЛДМ, 1985. — 23 с.: іл.
- Погідний М. Гетьманська булава: казки. — Коломия: Вік, 1994
- Погідний М. Срібна гривна: твори для дітей / Упоряд. Ю. Угорчак; Іл. О. Угорчак-Босої. — Івано-Франківськ: Тіповіт, 2001. — 274 с.: іл., нот. — ISBN 966-8098-00-5